# Nöggi
Nöggi, bürgerlich Bruno Stöckli (* 31. August 1946 in Zürich; † 14. Dezember 2024), war ein Schweizer Stimmungssänger, Blödelbarde und Conférencier. Seine Lieder und Unterhaltungsprogramme hielt er in Zürichdeutsch. 

## Leben
Nöggi wuchs im Zürcher Kreis 4 auf. Seinen Über- und späteren Künstlernamen erhielt er von seinen Brüdern. In der näheren Umgebung lebten fünf Kinder mit demselben Vornamen. Um Verwechslungen vorzubeugen, nannten sie ihn «Brunöggeli», eine verniedlichende, leicht abwertende Verunstaltung des Vornamens, aus der sich im Laufe der Zeit Nöggi bildete. Nöggi absolvierte eine Berufslehre als Gipser und arbeitete bis 1981 auf dem erlernten Beruf. Danach wechselte er hauptberuflich in das Unterhaltungsgewerbe.
Im Alter von etwa 12 Jahren erhielt er von seinem Vater die erste Gitarre und begann zu spielen. Er konzentrierte sich zunächst auf Auftritte als Conférencier. Ein krankheitsbedingter Ausfall von Heino Orbini verschaffte ihm einen Auftritt an einem Turnerabend und war ein wesentlicher Schritt in die Unterhaltungskünstlerkarriere.
1981 produzierte er für den damaligen Piratensender Radio 24 ein Lied. Er trat für die Aufnahme der Single mit der Produktionsfirma Gold Records in Kontakt und schlug das Lied «I bin en Italiano» für die B-Seite vor. Der Produzent war überzeugt, dass es ein Hit würde. Mit dem Seite-B-Lied gelang ihm der Einzug in die Single-Hitparade in der Schweiz.
Das Lied war in den 1980ern und den frühen 1990ern in der Deutschschweiz ein Gassenhauer und wurde in Schulen, an Turnerabenden und Unterhaltungsabenden von Vereinen unzählige Male aufgeführt. Bei den italienischen Gastarbeitern war das Lied tendenziell unbeliebt, weil sie sich wegen der Nachahmung der Sprachdefizite im Deutschen verhöhnt fühlten. Der Komponist des Liedes ist unbekannt. Es stammt wohl aus einem Theaterstück der 1960er Jahre. Das Lied wurde aufgrund seiner Popularität von QL, Leonardo [CH] und «MultiKulti-SchwiizerCHind & Salvo» gecovert. In der Folge 2 (Staffel 3) der Deutschschweizer Fernsehserie Der Bestatter wurde es bei der Abdankung eines italienischstämmigen Opfers von den Bewohnern des Altenheimes gesungen.
Von 1983 bis 1985 war Nöggi freier Mitarbeiter von Radio Zürisee und machte verschiedene Sendungen für Radio DRS, Radio Z, Radio 24, Radio Munot und weitere Radiosender.
Er starb am 14. Dezember 2024 im Alter von 78 Jahren.

## Nationale Beachtung
- 2008: Nomination bei «Die grössten Schweizer Hits»
- 2012: Nomination bei «Gipfelstürmer»

## Persönliches
Nöggi lebte lange Zeit im Zürcher Quartier Affoltern. Ab 2017 lebte er mit seiner Lebenspartnerin am Zugersee. Er war Vater einer Tochter.

## Diskografie

### Alben
- Nöggi (1981)
- «Live» … Wie’s chunt! (1983)
- I bin en Italiano (1983)
- (Er)läbt (1986)
- … Ich bin halt wie’n ich bin! (1988)
- … S’isch schön chan’i drüber rede! (1992)
- … Ich miechti namal alles gliich! (1995)
- Höllischi Stunde (1996)
- Nöggi Zyt ’99! (1999)
- … Privatissimo (2011)
- Momänt (2013)

## Bühnen Soloprogramme
- 1987/1988 «Aber susch bisch zwääg»
- 1989 «Viva Spaghetti»
- 1992 «Und zum drittemal»
- 1993 «Risotto plus»
- 1994 «Chilbi-Zyt»
- 1995 «Im 7. Himmel»
- 1996 «Höllischi Stunde»
- 1997 «Fäscht im Zält»
- 1999 «Achtung er chunnt»